# Jacques de Nervo
Le baron Jacques de Nervo (1897-1990) est un industriel français.

## Biographie
Jacques de Nervo est le fils de Léon de Nervo (1873-1973) et de Germaine Davillier. Il est l'arrière petit-fils de Léon Talabot et du baron Henri Davillier, et le petit-fils de Robert de Nervo et de Maurice Davillier. 
Marié à Jacqueline du Courthial de Lassuchette, il est le beau-père de François de Baudry d'Asson (fils d'Armand de Baudry d'Asson), de François Louis-Dreyfus (fils de Louis Louis-Dreyfus) et du baron Hubert Massias-Jurien de La Gravière.

### Carrière
Il est président de la Société des Hauts-Fourneaux, forges et aciéries du Saut-du-Tarn, de la Société des hauts fourneaux et des forges de Denain et d'Anzin, vice-président de la Société des mines et fonderies de Pontgibaud, des Ateliers et chantiers de France, administrateur d'Usinor, des tubes de Valenciennes, de la Société de Commentry, Fourchambault et Decazeville, de l'Omnium Industriel et Commercial, de Cégédur.
Il est également président du Polo de Paris de 1950 à 1975 et de la Fédération française de polo de 1951 à 1977, ainsi qu'administrateur du Cercle culturel de Royaumont.

## Sources
- « Nervo (baron Jacques de) », in "Grand Larousse encyclopédique en dix volumes: Mali-Orly", 1963
- Odette Hardy-Hémery, « Industries, patronat et ouvriers du Valenciennois pendant le premier XXe siècle: développements et restructurations capitalistes à l'âge du charbon et de l'acier, Volume 1 » (1985)
- Odette Hardy-Hémery, « De la croissance à la désindustrialisation: un siècle dans le Valenciennois » (1984)
- Odette Hardy-Hémery, « Le pouvoir dans l'entreprise : actionnaires et dirigeants dans les	sociétés du Nord, 1880-1960 », 2001
- Jean-Claude Daumas, Alain Chatriot, Danièle Fraboulet, Hervé Joly (dir.), Dictionnaire historique des patrons français, Paris, Flammarion, 2010.
- « Jacques de Nervo, l'homme des concentrations » (article du 15 février 1958, L'Entreprise)
- « Silhouette : Jacques de Nervo » (article du 1er août 1953, L'Entreprise)
- patronsdefrance